# Куоре ди Сорбо (Мачерата)
Куоре ди Сорбо (итал. Cuore di Sorbo) насеље је у Италији у округу Мачерата, региону Марке.
Према процени из 2011. у насељу је живело 15 становника. Насеље се налази на надморској висини од 987 м.